# Kfz-Kennzeichen (Libanon)

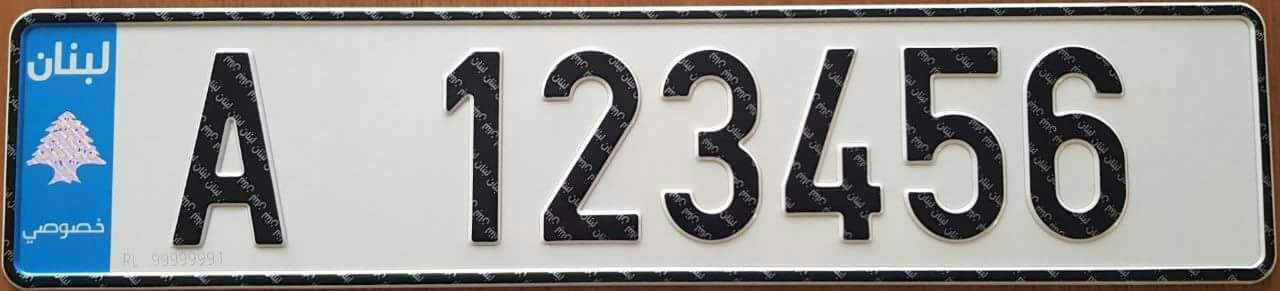
Aktuelles libanesisches Kfz-Kennzeichen

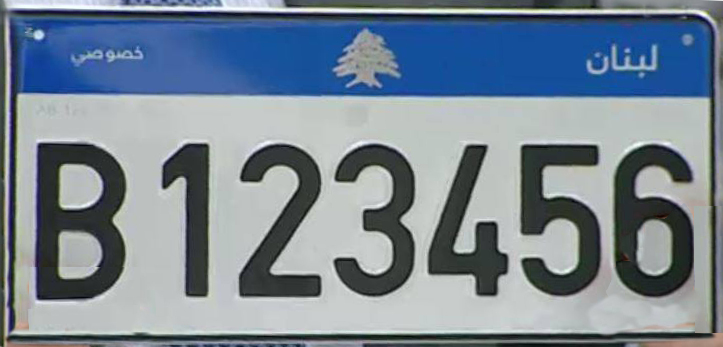
Zweizeiliges Kennzeichen

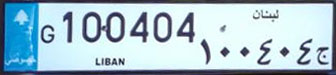
Kennzeichen 2007–2017

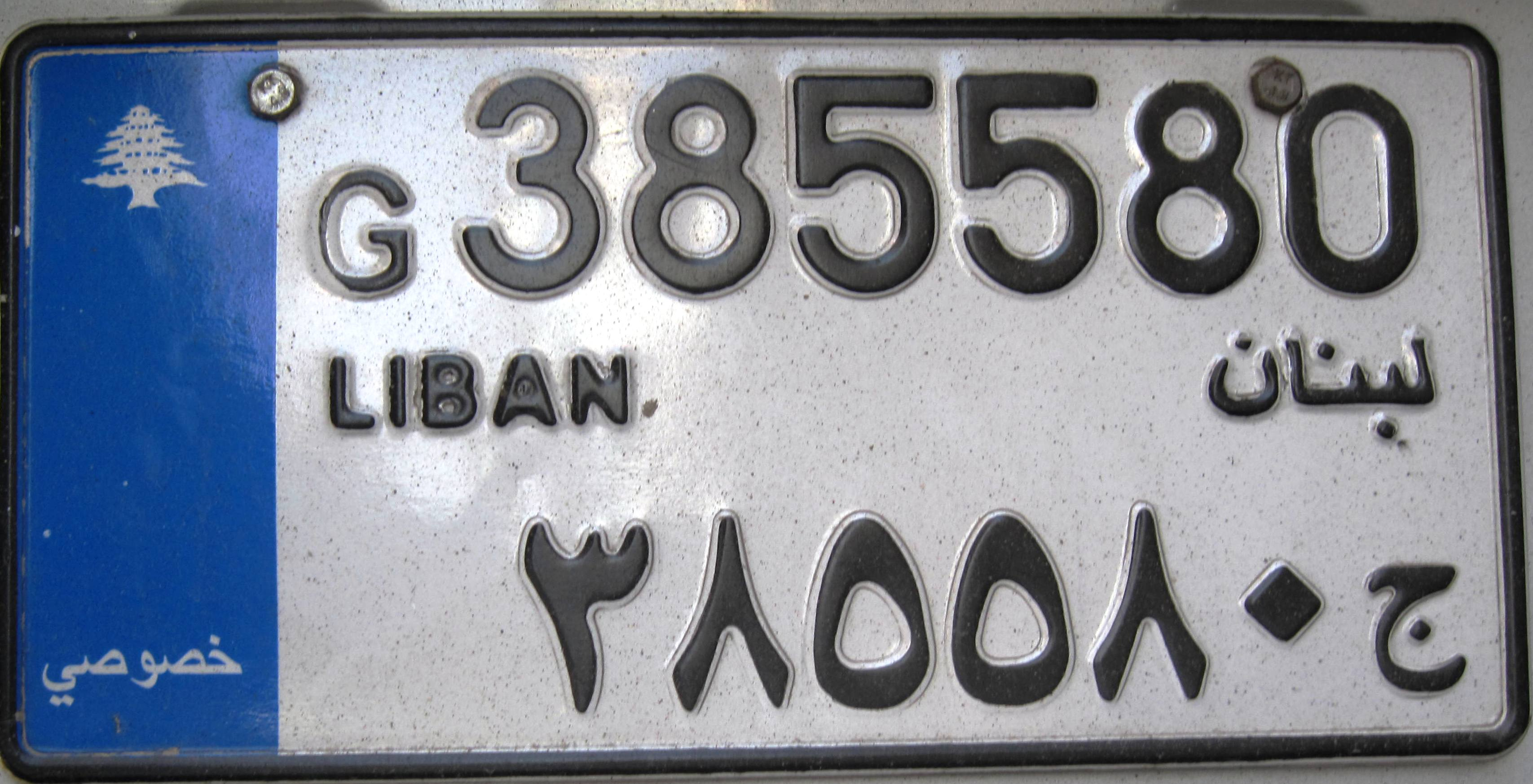
Kennzeichen 2007–2017 im US-Format

Das libanesische Kfz-Kennzeichen ist ein weißes Schild mit schwarzen Zeichen und ähnelt seit 1997 dem Euro-Kennzeichen. Es hat ähnliche Maß (520 × 110 mm) sowie am linken Rand einen blauen Balken. Darauf ist von oben nach unten zunächst die Landesbezeichnung Libanon (arabisch لبنان, DMG Lubnān) in Arabisch, gefolgt von einer Libanon-Zeder sowie die Verwendung des Fahrzeuges (z. B. Privatfahrzeug) in arabischer Sprache angegeben. Die eigentliche Kombination besteht aus einem Buchstaben für den Zulassungsbezirk sowie maximal sechs Ziffern. Alternativ existieren zum Langformat noch Schilder im amerikanischen Format.
Zwischen 1997 und Dezember 2017 war die Kombination zweisprachig in zwei Zeilen auf den Schildern zu finden. Das Kennzeichen wurde – entsprechend der Leserichtung der arabischen Schriftsprache – von rechts nach links gelesen. Auf der rechten unteren Seite stand der arabische Buchstabe für den Zulassungsbezirk, der von maximal sechs indo-arabischen Ziffern gefolgt wird. Darüber erschien die Landesbezeichnung in arabischer Schrift. Auf der rechten oberen Kennzeichenhälfte wurde die Zeichenfolge in lateinischen Buchstaben in links-rechts Schreibweise wiederholt. Darunter steht die Landesbezeichnung LIBAN in französischer Sprache in lateinischen Großbuchstaben.

## Varianten
Die weißen Schilder werden mit unterschiedlichen Zusätzen für die private und gewerbliche Nutzung ausgegeben. Daneben existieren noch weitere Varianten:
- Kfz-Kennzeichen für Taxis sind rot mit schwarzer Schrift.
- Kfz-Ausfuhrkennzeichen sind lindgrün mit schwarzer Schrift.
- Kfz-Kennzeichen für Mietwagen für Selbstfahrer sind ebenfalls lindgrün mit schwarzer Schrift.
- Kfz-Kennzeichen für Kfz-Händlerfahrzeuge sind gelb mit schwarzer Schrift.
- Kfz-Kennzeichen für Diplomaten waren zunächst weiß mit schwarzer Schrift. Seit 2003 sind diese gelb mit schwarzer Schrift.
- Daneben existieren Kfz-Kennzeichen für die Justiz. Sie sind weiß mit schwarzer Schrift. Der Balken am linken Rand ist jedoch in rot ausgeführt. Auf der oberen Hälfte des Balkens ist die Libanon-Zeder abgebildet und auf der unteren Hälfte eine Waage. Darunter steht Justiz auf Arabisch. Zusätzlich ist auf der rechten Seite ein rotes ovales Siegel angebracht, auf dem ebenfalls eine Waage sowie das Wort Justiz in französischer und arabischer Sprache abgebildet ist.
- Kfz-Kennzeichen für Fahrzeuge der Streitkräfte des Libanon sind schwarz mit weißer Schrift und der Flagge des Libanon.

## Frühere Kennzeichen

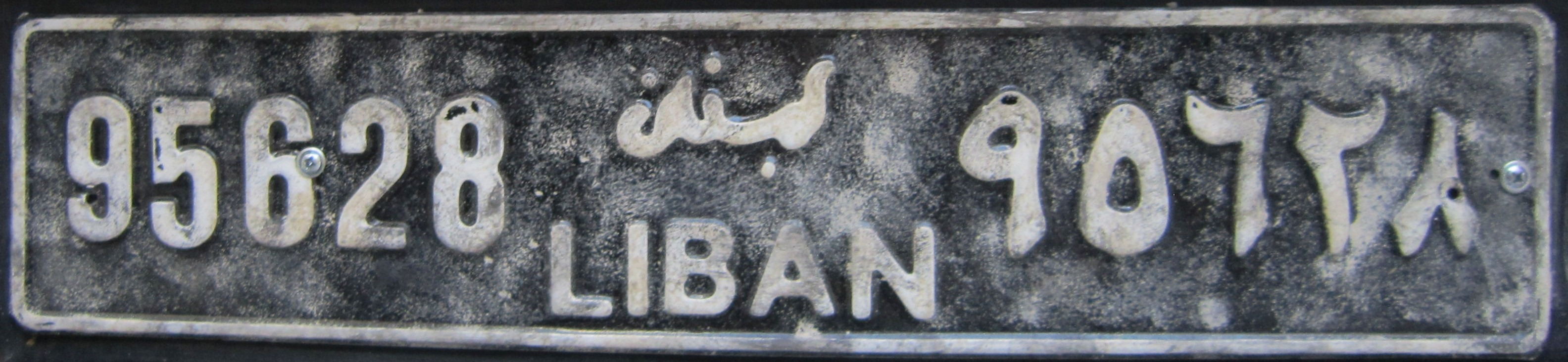
Früheres libanesisches Kfz-Kennzeichen im Langformat

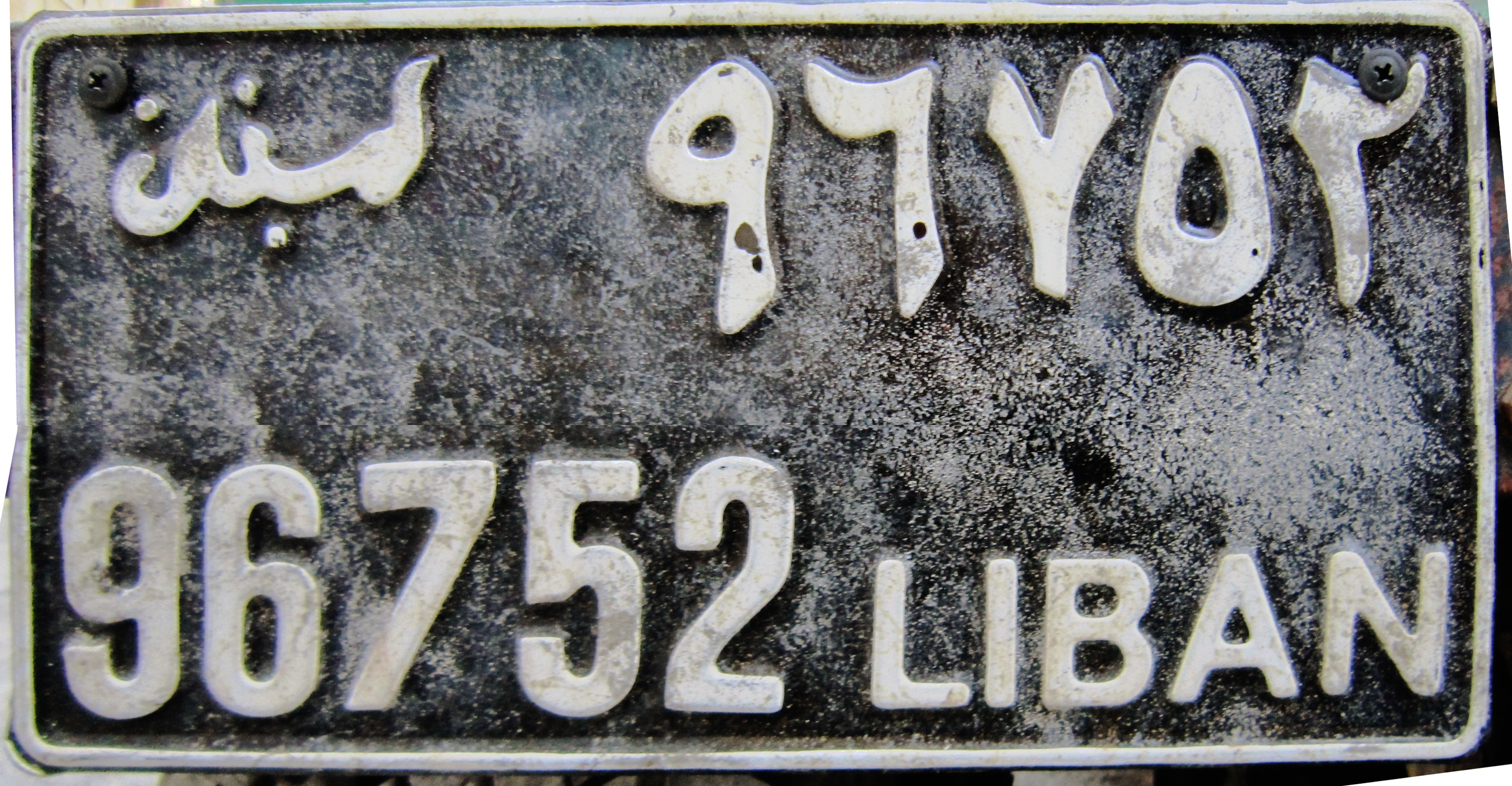
Früheres libanesisches Kfz-Kennzeichen im US-Format

Bis Ende 1996 wurden im Libanon schwarze Schilder mit weißer Schrift als Kfz-Kennzeichen verwendet.
Aufgrund der geringeren Fahrzeugdichte war eine Nummerierung mit maximal sechs Ziffern ohne Zusatzbuchstaben ausreichend. Auf der rechten Seite standen bis zu sechs Ziffern in indo-arabischer Schreibweise. Auf der linken Seite wurde die Ziffernfolge in lateinisch-arabischer Schreibweise wiederholt. In der Mitte standen oben die Landesbezeichnung Libanon in Arabisch und darunter die französische Landesbezeichnung LIBAN. Als der Nummernkreis erschöpft war, wurde auf das neue Kennzeichensystem umgestellt.
Auch bei den früheren Kennzeichen existierte eine Version im US-Format.

## Zulassungsbezirke
| Latein | arabisch | Stadt   | Gouvernement |
| ------ | -------- | ------- | ------------ |
| B      | ﺏ        | Beirut  | Beirut       |
| G      | ﺝ        | Jounieh | Libanonberg  |
| M      | ﻡ        | Mkallès | Beirut       |
| N      | ﻥ        | Nabatäa | Nabatäa      |
| O      | ﻭ        | Ouzaï   | Beirut       |
| S      | ﺹ        | Sidon   | Süd-Libanon  |
| T      | ﻁ        | Tripoli | Nord-Libanon |
| Z      | ﺯ        | Zahlé   | Bekaa        |